# ماتیاس روس
ماتیاس روس (انگلیسی: Matthias Russ؛ زادهٔ ۱۴ نوامبر ۱۹۸۳) دوچرخه‌سوار اهل آلمان است.